# 14 février 1876
Le lundi 14 février 1876 est le 45e jour de l'année 1876.

## Événements
- Alexander Graham Bell dépose un brevet pour un système de transmission des voix par des moyens électriques[1],[2].